# Storia del Lussemburgo
Questa voce dà una breve sintesi di ogni periodo della storia del Lussemburgo.

## Storia antica e medievale
Le vicende storiche dell'attuale Lussemburgo nell'età antica si confondono con quelle della Gallia abitata dai Belgi, che fu occupata dapprima dai Romani e successivamente dai Franchi. Nell'880, con il trattato di Ribemont, fu annessa alla Germania, come contea del ducato di Lorena.
Nel 1354 il Lussemburgo fu elevato a ducato autonomo; in seguito passò attraverso un complesso sistema di successioni alla casa di Borgogna e poi agli Asburgo, seguendo la stessa sorte dei Paesi Bassi.

La mappa rappresenta la divisione del Lussemburgo.

## Storia moderna e contemporanea
Negli anni seguenti alla dominazione asburgica, il Lussemburgo, insieme ai Paesi Bassi, conobbe la dominazione spagnola, venendo poi occupato da Napoleone nel 1795. Con il Congresso di Vienna, divenne un granducato sotto la sovranità di Guglielmo d'Orange-Nassau, il quale, nel 1830, emanò una costituzione che sanciva l'autonomia amministrativa del piccolo paese; questo, però, almeno formalmente, continuò a far parte della Confederazione germanica fino al 1866. Nel 1831 passò in unione personale con il Belgio a Leopoldo I di Sassonia-Coburgo, divenendo un granducato indipendente nel 1839, quando cedette più di metà del suo territorio al Belgio, guadagnando però un'ancor maggiore autonomia e tornando ad avere come proprio sovrano Guglielmo I. Anche se l'autonomia del Lussemburgo venne riconosciuta, non venne però firmato alcun documento ufficiale sino al 1867. Il Re dei Paesi Bassi fu anche Granduca del Lussemburgo sino al 1890, quando a Guglielmo III dei Paesi Bassi successe sua figlia, Guglielmina. Dal momento che il Lussemburgo seguiva storicamente la Legge Salica, che non permetteva alle donne di ascendere a quel trono, l'unione personale tra Olanda e Lussemburgo terminò con l'indipendenza reciproca dei due stati. La piena indipendenza fu quindi ottenuta l'11 maggio 1867. Nel 1890, con l'ascesa al trono di Adolfo di Nassau-Weilburg, successore di Guglielmo III, si determinò la separazione dai Paesi Bassi.

### Prima guerra mondiale
Nel settembre 1914 il Lussemburgo fu travolto dalle truppe dell'Impero tedesco, che l'occuparono senza colpo ferire. Tuttavia, il governo locale mantenne un atteggiamento ambiguo con gli occupanti per tutta la durata del conflitto. Il primo ministro, Paul Eyschen, coadiuvato dalla Granduchessa Maria Adelaide di Lussemburgo, proclamò la neutralità. Nel corso dell'occupazione vennero fondati i primi sindacati.

### Periodo tra le due guerre
La condotta del governo e della Granduchessa verso i tedeschi provocò aspre critiche da parte degli Alleati e di una minoranza dei lussemburghesi. I primi, francesi e belgi in primis, miravano ad annettere il piccolo stato, i secondi il mutamento della forma di governo: da granducato a repubblica. I malumori e le brame dei vicini stati ebbero come esito l'abdicazione, nel 1919, della Granduchessa Maria Adelaide in favore della sorella Carlotta.

### Seconda guerra mondiale

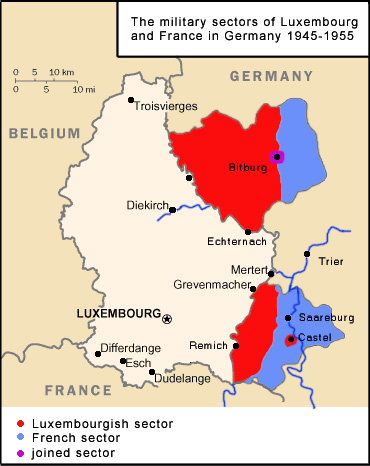
I territori tedeschi sotto l'amministrazione militare lussemburghese tra il 1945 ed 1955.

Il 9 maggio 1940 le truppe tedesche invasero una seconda volta il piccolo Lussemburgo. La famiglia regnante fuggì la notte stessa in Gran Bretagna. Nell'agosto del 1942 il Lussemburgo venne annesso alla Germania ed inglobato nel Gau (termine tedesco che identifica una regione all'interno di una nazione o di una provincia)  Moselland. I cittadini lussemburghesi vennero quindi chiamati a prestare servizio nell'esercito tedesco e circa 3.000 di loro morirono sotto le armi. Si sviluppò contemporaneamente un movimento partigiano che, dato il divieto di parlare il francese, pur di non parlare il tedesco, riesumò l'antico vernacolo lussemburghese, contribuendo così alla rinascita ed alla riscoperta della lingua. Vi furono deportazioni, coscrizioni forzate ed esecuzioni sommarie, ai quali i lussemburghesi risposero con uno sciopero, nell'agosto 1942, che venne represso nel sangue dai nazisti. Con l'offensiva delle Ardenne, gli Alleati fecero il loro ingresso in Lussemburgo e, nel gennaio 1945, il territorio venne completamente liberato dalla presenza tedesca. Alla fine del conflitto si contarono circa 5.300 morti lussemburghesi.

### Dal 1945 ad oggi
Il Lussemburgo cessò la sua neutralità nel 1948 quando entrò a far parte del Benelux e quando aderì alla NATO l'anno seguente. Inoltre, tra il 1945 ed il 1955, truppe lussemburghesi occuparono, in accordo con le autorità d'occupazione francesi, alcuni territori (Bitburg) della Germania Ovest. Il Lussemburgo avanzò anche alcune pretese territoriali nei confronti del governo tedesco, pretese che però, alla fine, non ebbero esito. Dopo la seconda guerra mondiale, il Lussemburgo si è unito economicamente ai Paesi Bassi e al Belgio e ha avuto un ruolo molto importante nel processo dell'unità europea. Nel 1957, infatti, il Lussemburgo divenne una delle sei nazioni fondatrici della Comunità Economica Europea (in seguito Unione europea) e nel 1999 entrò nell'area dell'euro.